# Chetogena
Chetogena is een geslacht van vliegen (Brachycera) uit de familie van de sluipvliegen (Tachinidae). De wetenschappelijke naam van het geslacht is voor het eerst geldig gepubliceerd in 1856 door Camillo Róndani.

## Soorten
- C. acuminata Rondani, 1859
- C. alpestris Tschorsnig, 1997
- C. arnaudi (Reinhard, 1956)
- C. claripennis (Macquart, 1848)
- C. clunalis (Reinhard, 1956)
- C. edwardsii (Williston, 1889)
- C. fasciata (Egger, 1856)
- C. filipalpis Rondani, 1859
- C. flaviceps (Bigot, 1887)
- C. floridensis (Townsend, 1892)
- C. gelida (Coquillett, 1897)
- C. indivisa (Aldrich and Webber, 1924)
- C. mageritensis (Villeneuve & Mesnil, 1936)
- C. media Rondani, 1859
- C. micronychia (Masson, 1969)
- C. nigrofasciata (Strobl, 1902)
- C. obliquata (Fallen, 1810)
- C. omissa (Reinhard, 1934)

- C. paradoxa (Brauer & Bergenstamm, 1893)
- C. parvipalpis (Wulp, 1890)
- C. rondaniana (Villeneuve, 1931)
- C. siciliensis (Villeneuve, 1924)
- C. subnitens (Aldrich and Webber, 1924)
- C. tachinomoides (Townsend, 1892)
- C. tschorsnigi Ziegler, 1999
- C. vibrissata (Brauer and Bergenstamm, 1891)